# Celiptera grisescens
Celiptera grisescens är en fjärilsart som beskrevs av William Schaus 1901. Celiptera grisescens ingår i släktet Celiptera och familjen nattflyn. Inga underarter finns listade i Catalogue of Life.